# 무안초등학교 내진분교
무안초등학교 내진분교는 대한민국 경상남도 밀양시 무안면 사명로 1123(양효리 350)에 있었던 공립 초등학교이다.

## 학교 연혁
- 1940년 5월 18일 무안공립심상소학교 부설 내진간이학교로 개교
- 1943년 6월 1일 무안공립국민학교 내진분교장 승격
- 1945년 4월 1일 내진공립국민학교 승격
- 1992년 3월 1일 무안국민학교 내진분교로 편입
- 1999년 2월 20일 제51회 졸업식(누계 2861명)
- 1999년 9월 1일 무안초등학교로 통폐합